# Hamazaszp Babadzsanján
Hamazaszp Babadzsanján (örmény nyelven: Համազասպ Խաչատուրի Բաբաջանյան; oroszul: Амазасп Хачатурович Бабаджанян, Amazaszp Hacsaturovics Babadzsanyan; 1906. február 18. – 1977. november 1.) szovjet katonai vezető, harcolt a második világháborúban, tábornokként részt vett az magyarországi 1956-os forradalom leverésében. 1944-ben magkapta a Szovjetunió Hőse kitüntetést. 1975-től harckocsizó főmarsall, mely rendfokozatot rajta kívül csupán egyetlen személy kapta meg a Szovjetunió története során.

## Élete
Babadzsanján elszegényedett örmény családban született az örmények lakta Csardahlo faluban (mai nevén Çənlibel) Jelizavetpol (mai nevén Gəncə) mellett, az Orosz Birodalomban, a mai Azerbajdzsán területén. Ugyanezen a településen született Ivan Hrisztoforovics Bagramján, a Szovjetunió marsallja is.
Babadzsanján az alapfokú négyosztályos iskolát helyben végezte el, majd 1915-től Tifliszben egy örmény középiskolában tanult. Családja nem tudta finanszírozni további tanulmányait, ezért hazaköltözött és mezőgazdasági munkát vállalt.
A moszkvai vezérkari akadémiát 1948-ban végezte el. 1958 és 1959 között a Kárpáti katonai körzet parancsnokának első helyettese.
1956 novemberében, a magyar forradalom és szabadságharc leverésére szervezett Forgószél hadműveletben Babadzsanján vezette a 8. gépesített hadsereget.
1977. november 1-én hunyt el Moszkvában, sírja a Novogyevicsi temetőben található.

## Emlékezete
A lengyelországi Gdynia város tanácsa még életében, 1972-ben díszpolgárrá választotta, de 2004-ben megfosztották a címtől.

## Fordítás
- Ez a szócikk részben vagy egészben  a   Hamazasp Babadzhanian című angol Wikipédia-szócikk ezen változatának fordításán alapul.  Az eredeti cikk szerkesztőit annak laptörténete sorolja fel. Ez a jelzés csupán a megfogalmazás eredetét és a szerzői jogokat jelzi, nem szolgál a cikkben szereplő információk forrásmegjelöléseként.